# Zoofília
|  | Aquest article tracta sobre la pràctica sexual. Vegeu-ne altres significats a «zoofília (botànica)». |

|  | «animalisme» redirigeix aquí. Vegeu-ne altres significats a «moviment d'alliberament animal». |

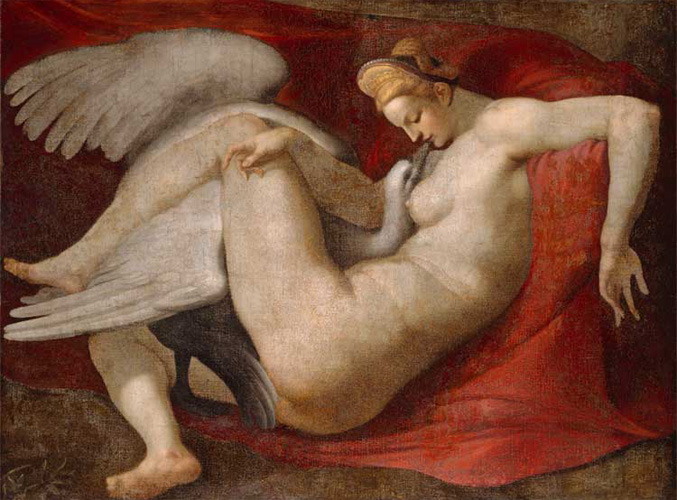
Leda i el cigne, còpia del després de perdre l'original per Michelangelo.

La zoofilia (del grec zoo, animal, i philein estimar), animalisme o brutalisme és una parafília que consisteix a tenir relacions sexuals amb animals. Primerament podia distingir-se entre zoofília com a amor als animals i bestialisme com a relacions sexuals amb animals però actualment s'ha estes tant el terme zoofília que es fa servir indistintament per a referir-se a ambdues coses.

## Exemples històrics
- En Les mil i una nits, es relaten dues escenes on es manifesta la zoofília.
- A França, el 1601, Claudine de Culam, una noia de 16 anys, va ser penjada juntament amb el seu gos després d'un judici que la va declarar culpable de zoofília.
- L'informe Kinsey realitzat el 1950 indicà que una població entre el 4% i el 7% de nord-americans havia tingut almenys un contacte sexual amb un animal.
- El 1969 Linda Lovelace participa en el primer film comercial que presentava escenes de zoofília.
- El 1973 Nancy Friday en My Secret Garden abordava fantasmes femenins sobre la zoofília i declara que aquesta classe de relacions són bastant freqüents.
- El 2001 Marjorie Knoller, advocada de Los Angeles, va ser investigada: el seu gos havia assassinat la seva veïna de 33 anys. Les investigacions conduïren al descobriment de fotografies seves en ple acte sexual amb la seva mascota, de manera que la varen processar per bestialisme.